# Optioservus ovalis
Optioservus ovalis is een keversoort uit de familie beekkevers (Elmidae). De wetenschappelijke naam van de soort werd in 1863 gepubliceerd door John Lawrence LeConte.